# Pourtalesiidae
Die Pourtalesiiden (Pourtalesiidae) sind eine Familie der irregulären Seeigel, die in der Tiefsee leben. Sie sind sekundär bilateral-symmetrisch und von länglicher Gestalt. Vertreter dieser Familie wurden erstmals von Louis-François de Pourtalès entdeckt. Nach ihm wurde die Gattung Pourtalesia benannt, nach der wiederum die Familie benannt ist. Bei ihnen, wie bei den übrigen Holasteroida fehlt die für die meisten Seeigel charakteristische Laterne des Aristoteles. Die Familie ist bereits aus der oberen Kreidezeit (Maastrichtium) bekannt und weltweit verbreitet.

## Arten und Gattungen
Derzeit sind 28 rezente und 5 ausgestorbene Arten der Pourtalesien bekannt, die in 10 Gattungen aufgeteilt werden.
- Gattung Ceratophysa Pomel, 1883
  - Ceratophysa ceratopyga (A. Agassiz, 1879)
  - Ceratophysa rosea (A. Agassiz, 1879)
- Gattung Cystocrepis Mortensen, 1907
  - Cystocrepis setigera (A. Agassiz, 1898)
- Gattung Echinocrepis A. Agassiz, 1879
  - Echinocrepis cuneata A. Agassiz, 1879 
  - Echinocrepis rostrata Mironov, 1973
- Gattung Echinosigra Mortensen, 1907
  - Echinosigra (Echinogutta) amphora Mironov, 1974 
  - Echinosigra (Echinogutta) antarctica Mironov, 1974 
  - Echinosigra (Echinogutta) fabrefacta Mironov, 1974 
  - Echinosigra (Echinogutta) valvaedentata Mironov, 1974 
  - Echinosigra (Echinosigra) mortensi Mironov, 1974 
  - Echinosigra (Echinosigra) phiale (Thomson, 1873) 
  - Echinosigra (Echinosigra) porrecta  Mironov, 1974 
  - Echinosigra (Echinosigra) vityazi  Mironov, 1997
- Gattung Galeaster Seunes, 1889 †
  - Galeaster carinatus Ravn, 1927 †
  - Galeaster dagestanensis Poslavskaya & Moskvin, 1960  †
  - Galeaster minor Poslavskaya, in Moskvin & Poslavskaya, 1949 † 
  - Galeaster muntshiensis Tzaghareli, 1949  †
  - Galeaster sumbaricus Poslavskaya, in Moskvin & Poslavskaya, 1949 †
- Gattung Helgocystis Mortensen, 1907
  - Helgocystis carinata (A. Agassiz, 1879)
- Gattung Pourtalesia A. Agassiz, 1869
  - Pourtalesia alcocki Koehler, 1914
  - Pourtalesia aurorae Koehler, 1926
  - Pourtalesia debilis Koehler, 1926
  - Pourtalesia heptneri Mironov, 1978
  - Pourtalesia hispida A. Agassiz, 1897
  - Pourtalesia jeffreysi Thomson, 1873
  - Pourtalesia laguncula A. Agassiz, 1879
  - Pourtalesia miranda A. Agassiz, 1869
  - Pourtalesia tanneri A. Agassiz, 1898
  - Pourtalesia thomsoni Mironov, 1976
  - Pourtalesia vinogradovae Mironov, 1995
- Gattung Rictocystis Mironov, 1996
  - Rictocystis jensenae Mironov, 1996
- Gattung Solenocystis Mironov, 2008
  - Solenocystis imitans Mironov, 2008
- Gattung Spatagocystis A. Agassiz, 1879
  - Spatagocystis challengeri  A. Agassiz, 1879